# Jessie Turnbull
Jessie Turnbull, även känd som Jessie McEwen och Jessie Turnbull McEwen, född i december 1845, död 1 juni 1920, var en kanadensisk kvinnorättsaktivist.  Hon är en av den kanadensiska kvinnorörelsens grundare och centralfigurer. 
Hon grundade tillsammans med Kanadas andra kvinnliga läkare Emily Stowe Toronto Women's Literary Guild 1877, som bland annat lyckades utverka kvinnors rätt att rösta i lokalvalen och studera på universitetet i Toronto, och omvandlade sedan föreningen till Canadian Women's Suffrage Association när huvudfrågan därefter blev kvinnlig rösträtt.